# Rito siríaco oriental
O rito siríaco oriental é uma liturgia cristã, também conhecida como rito assírio-caldeu, rito assírio, rito caldeu ou rito persa, embora tenha se originado em Edessa, na Mesopotâmia.
Historicamente, é o rito usado pela Igreja do Oriente; além disso, está em uso nas igrejas derivadas dela, mesmo nas em comunhão com o papa: a Igreja Católica Caldeia e a Igreja Católica Siro-Malabar.
A língua litúrgica é o siríaco, uma língua derivada do aramaico, falada de forma moderna por alguns fiéis.

## História
O rito caldeu originou-se da liturgia de Jerusalém-Antioquia. Seus cristãos eram da Mesopotâmia e da Caldeia, descendentes dos antigos babilônios, que mais tarde se espalharam pela Ásia e pela Índia. O termo caldeu foi usado pela primeira vez em 1445 pelo Papa Eugênio IV para distinguir os membros da Igreja Assíria do Oriente em Chipre, cujo patriarca se converteu ao catolicismo, daqueles que viviam fora de Chipre. O termo tornou-se popular após a profissão de fé em Roma por Samuel VIII João Sulaca, que foi nomeado patriarca dos “Nestorianos Católicos” pelo Papa Júlio III em 1551. Os sucessores de Sulaca posteriormente assumiram o nome de Simão e levaram o título de "patriarca-católico da Babilônia dos Caldeus.".
No século XVI, houve um cisma no patriarcado entre as linhas rivais de Mar Samuel (Shimun) e Mar Elias; o cristianismo de Socotorá, tal como era, morreu por volta do século XVII; a Igreja do Malabar se dividiu em católicos e cismáticos em 1599, o último abandonando o nestorianismo pelo monofisismo e adotando o rito siríaco ocidental cerca de cinquenta anos depois; em 1681 a União Caldeia com a Igreja Católica, que vinha lutando para existir desde 1552, foi finalmente estabelecida, e em 1778 recebeu uma grande adesão de força na adesão de todo o patriarcado de Mar Elia, e tudo o que restou da Igreja Nestoriana original consistia em os habitantes de um distrito entre os lagos Vã, Úrmia e Tigre, e uma colônia periférica na Palestina. Estes foram reduzidos ainda mais por um grande massacre pelos curdos em 1843 e a secessão de um grande número para a Igreja Ortodoxa Russa nos últimos anos. No final do século XIX, houve uma tentativa de formar uma "Igreja Católica Independente Caldeia", no modelo dos "Velhos Católicos". Isso resultou na separação de alguns católicos de rito oriental.

## Serviço eucarístico
Existem três anáforas; a dos Apóstolos (Santos Adai e Maris), a de Nestório e a de Teodoro de Mopsuéstia, o Intérprete. A primeira é a forma normal, e dela derivou a revisão de Malabar. A segunda é usada pelos caldeus e nestorianos na epifania e nas festas de São João Batista e dos médicos gregos, ambas ocorrendo na maré da Epifania na quarta-feira do jejum dos ninivitas e na quinta-feira santa. O terceiro é usado pelo mesmo (exceto quando o segundo é ordenado) do Domingo do Advento ao Domingo de Ramos.
A liturgia eucarística é precedida por uma preparação, o ofício da prótese, que inclui a preparação solene do pão fermentado no uso nestoriano. A farinha é misturada com azeite e fermento sagrado (malca), que - segundo a lenda - «nos foi dada e passada pelos santos padres Mar Adai e Mar Mari e Mar Tuma». Os caldeus católicos usam pão ázimo.

## Calendário litúrgico
O calendário é muito peculiar. O ano é dividido em períodos de cerca de sete semanas cada, chamados Shawu'i; estes são Advento (chamado Subara, "Anunciação"), Epifania, Quaresma, Páscoa, os Apóstolos, Verão, "Elias e a Cruz", "Moisés" e a "Dedicação" (Qudash idta). "Moisés" e a "Dedicação" têm apenas quatro semanas cada. Os domingos são geralmente nomeados após o Shawu'a em que ocorrem, "Quarto Domingo da Epifania", "Segundo Domingo da Anunciação", etc., embora às vezes o nome mude no meio de um Shawu'a. A maioria dos "Memoriais" (dukhrani), ou dias dos santos, que têm leituras especiais, ocorrem nas sextas-feiras entre o Natal e a Quaresma e, portanto, são festas móveis, mas alguns, como o Natal, a Epifania, a Assunção e cerca de trinta dias menores sem leituras adequadas são em dias fixos.